# Johann Rihosek
Johann Rihosek (ur. 5 czerwca 1869 w Makowie Podhalańskim, zm. 21 listopada 1956 w Wiedniu) – austriacki inżynier, konstruktor lokomotyw.

## Życiorys
Rihosek urodził się w Makowie Podhalańskim, w ówczesnej Galicji, jako syn pracownika tamtejszych dóbr. Uczęszczał do szkoły elementarnej w Makowie i Bielsku, następnie do szkoły realnej w Bielsku. W 1885 na dwa lata przerwał naukę z uwagi na astmę. Ukończył w 1889 roku wyższą szkołę realną w Ołomuńcu, uzyskując maturę z wyróżnieniem i otrzymując złote stypendium cesarza Francisza Józefa.
Od dzieciństwa był zainteresowany kolejnictwem, budując modele lokomotyw. Dzięki stypendium, rozpoczął w 1889 studia w Wyższej Szkole Technicznej w Wiedniu. W 1891 zdał pierwszy, a w 1893 drugi egzamin państwowy, z wynikiem bardzo dobrym.
Od 15 stycznia 1894 podjął pracę w Wiedeńskiej Fabryce Lokomotyw Floridsdorf (Wiener Lokomotivfabrik Floridsdorf) jako konstruktor. W 1916 po śmierci Karla Gölsdorfa, został szefem sekcji budowy lokomotyw Ministerstwa Kolei. Skonstruował m.in. lokomotywy serii 81, 181, 82, 270. Uzyskał osiem patentów w dziedzinie kolejnictwa, w tym cztery na rozwiązania hamulców. Szerzej znany jest wzór odiskiernika jego systemu.
Od 1924 roku Rihosek zajął się pracą naukową. W 1936 został profesorem nadzwyczajnym Wyższej Szkoły Technicznej w Wiedniu. Zmarł 21 listopada 1956 w Wiedniu w wieku 87 lat.